# Terra di Sannikov
La Terra di Sannikov (in russo Земля Санникова, Zemlja Sannikova) era un'isola fantasma nel mar Glaciale Artico. La sua presunta esistenza divenne una sorta di mito nella Russia del XIX secolo.
Jakov Sannikov e Matvej Matveevič Gedenštrom affermarono di averla avvistata durante la loro spedizione cartografica (1809-1810) alle isole Stolbovoj e Faddeevskij (Isole della Nuova Siberia). Sannikov fu il primo a segnalare l'avvistamento di una nuova terra a nord dell'isola Kotel'nyj nel 1811 (da qui il nome Terra di Sannikov).
Nel 1886 Eduard Toll pensò di aver avvistato quella terra sconosciuta e nel 1900-1901 diresse la spedizione polare organizzata per conto dell'Accademia russa delle scienze sulla scuna Zarja, capitanata da Nikolaj Kolomejcev. Lo scopo, di quella che è conosciuta come la spedizione polare russa del 1900-1902, era di esplorare la zona a nord delle isole della Nuova Siberia e di dirigersi verso il Polo Nord, oltre le isole De Long, al fine di localizzare la mitica Terra di Sannikov. Bloccato dal ghiaccio dopo vani tentativi, Toll scomparve durante la ricerca.
L'area in questione si trova vicino al confine con la calotta di ghiaccio del nord e anche negli anni più caldi il mare intorno alle isole è navigabile per non più di due o tre mesi l'anno. A fine estate e inizio autunno, negli anni più freddi le isole possono rimanere circondate dal ghiaccio anche per tutta l'estate. La maggior parte delle spedizioni che hanno esplorato la regione nel XIX secolo, è stata compiuta con cani da slitta nei mesi primaverili (compresa quella di Sannikov nel 1810-1811 e di P. Anžu nel 1824). 
Nel 1893, Fridtjof Nansen a bordo della nave Fram, proveniente dalle isole della Nuova Siberia, ha raggiunto i 79° di latitudine nord, ma non ha trovato traccia della Terra di Sannikov. Lo stesso è stato per una ricerca condotta con la rompighiaccio sovietica Sadko, nel 1937.
Il geologo, esploratore e scrittore di fantascienza russo Vladimir Obručev narra di questa isola fantasma nel suo romanzo Земля Санникова ("Terra di Sannikov", 1926), da cui venne tratto un film omonimo nel 1973 per la regia di Albert S. Mkrtchyan e Leonid Popov, distribuito in Unione Sovietica.